# Sluhov
Sluhov je malá vesnice, část městyse Kolinec v okrese Klatovy v Plzeňském kraji. Nachází se asi čtyři kilometry západně od Kolince. Sluhov je také název katastrálního území o rozloze 1,32 km².

## Historie
První písemná zmínka o vesnici pochází z roku 1383.

## Obyvatelstvo
| Rok            | 1869 | 1880 | 1890 | 1900 | 1910 | 1921 | 1930 | 1950 | 1961 | 1970 | 1980 | 1991 | 2001 | 2011 | 2021 |
| -------------- | ---- | ---- | ---- | ---- | ---- | ---- | ---- | ---- | ---- | ---- | ---- | ---- | ---- | ---- | ---- |
| Počet obyvatel | 64   | 63   | 70   | 56   | 64   | 66   | 71   | 44   | 44   | 34   | 22   | 14   | 7    | 14   | 12   |
| Počet domů     | 10   | 10   | 10   | 10   | 10   | 10   | 11   | 11   | 11   | 11   | 8    | 8    | 8    | 9    | 9    |

## Obecní správa
Při sčítání lidu v letech 1850–1960 Sluhov byl osadou obce Jindřichovice, se kterým patřil nejprve do okresu Klatovy, ale v roce 1950 v okrese Sušice. V letech 1961–1980 byl částí obce Malonice v okrese Klatovy. Od 1. ledna 1981 je částí městyse Kolinec v okrese Klatovy.

## Galerie

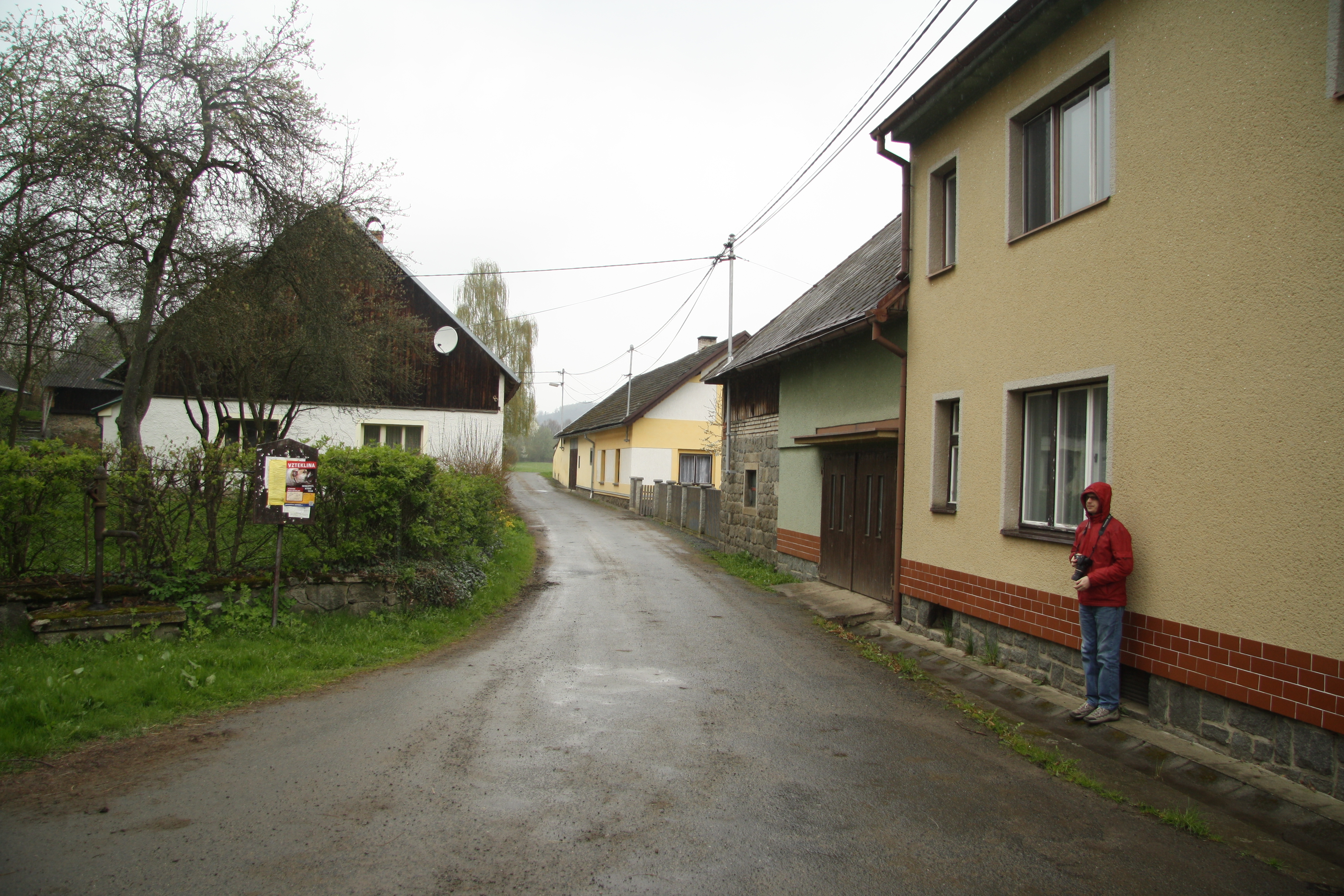
Cesta s domy
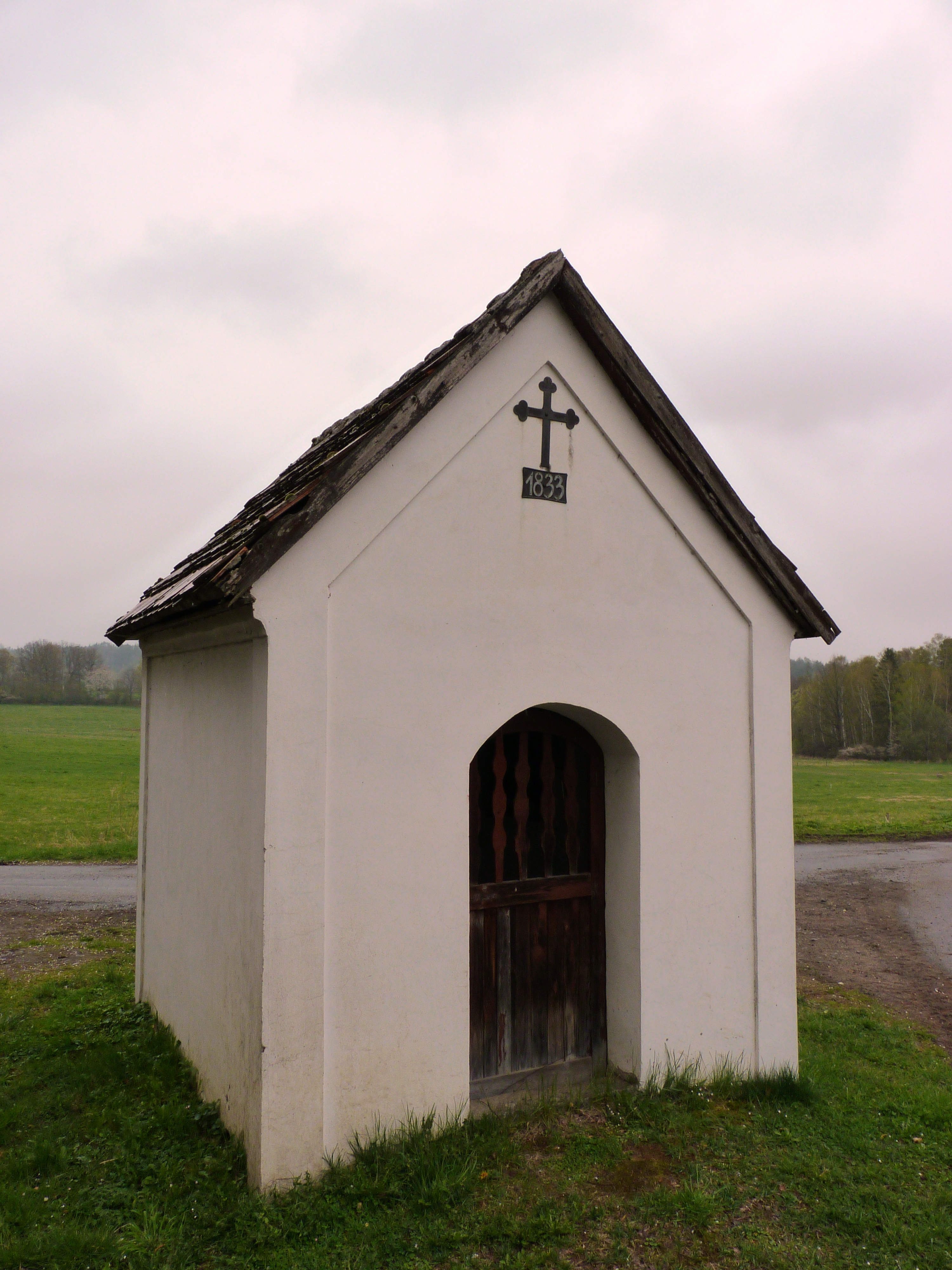
Kaplička
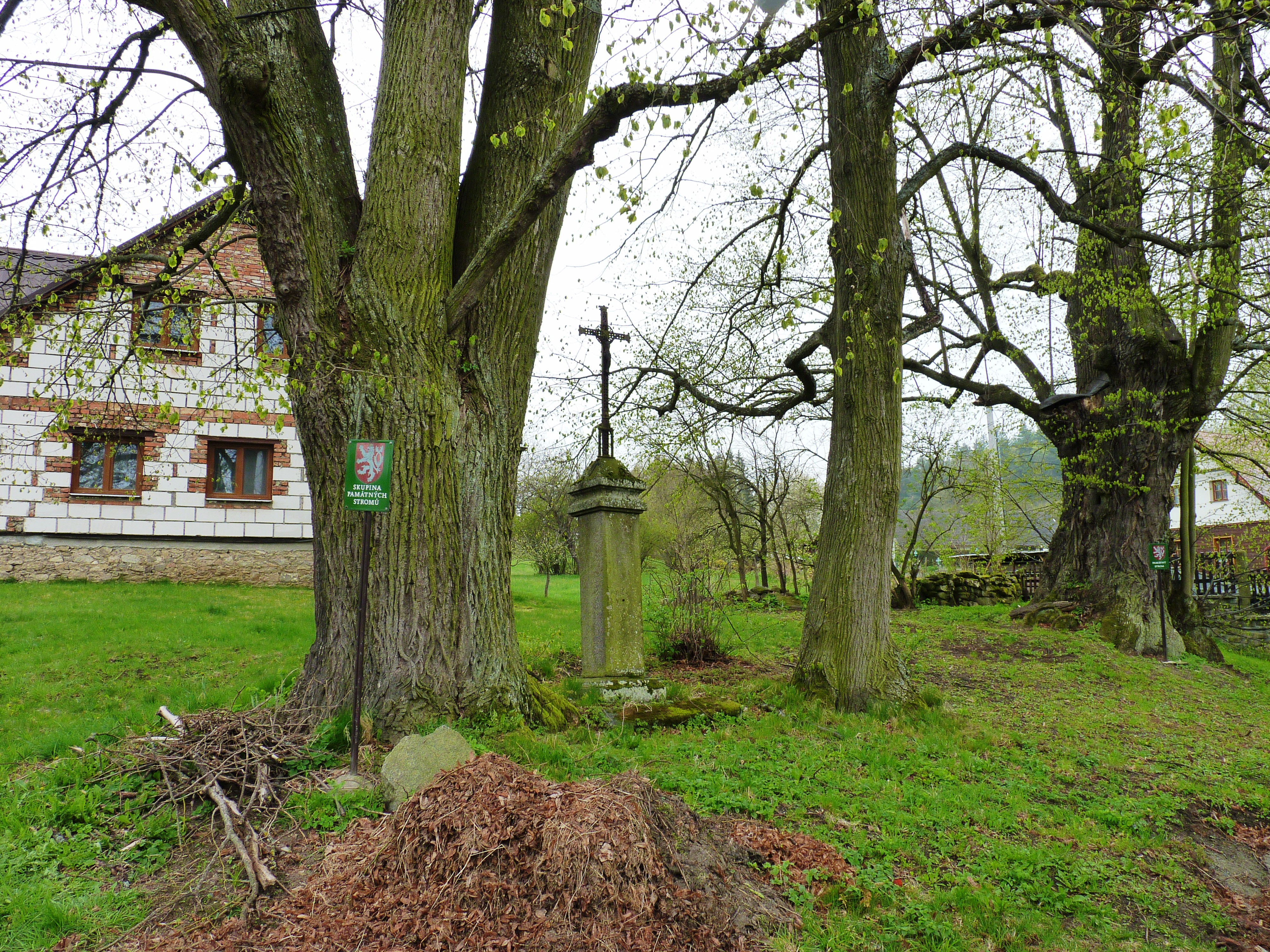
Sluhovské lípy